# Exodus Nederland

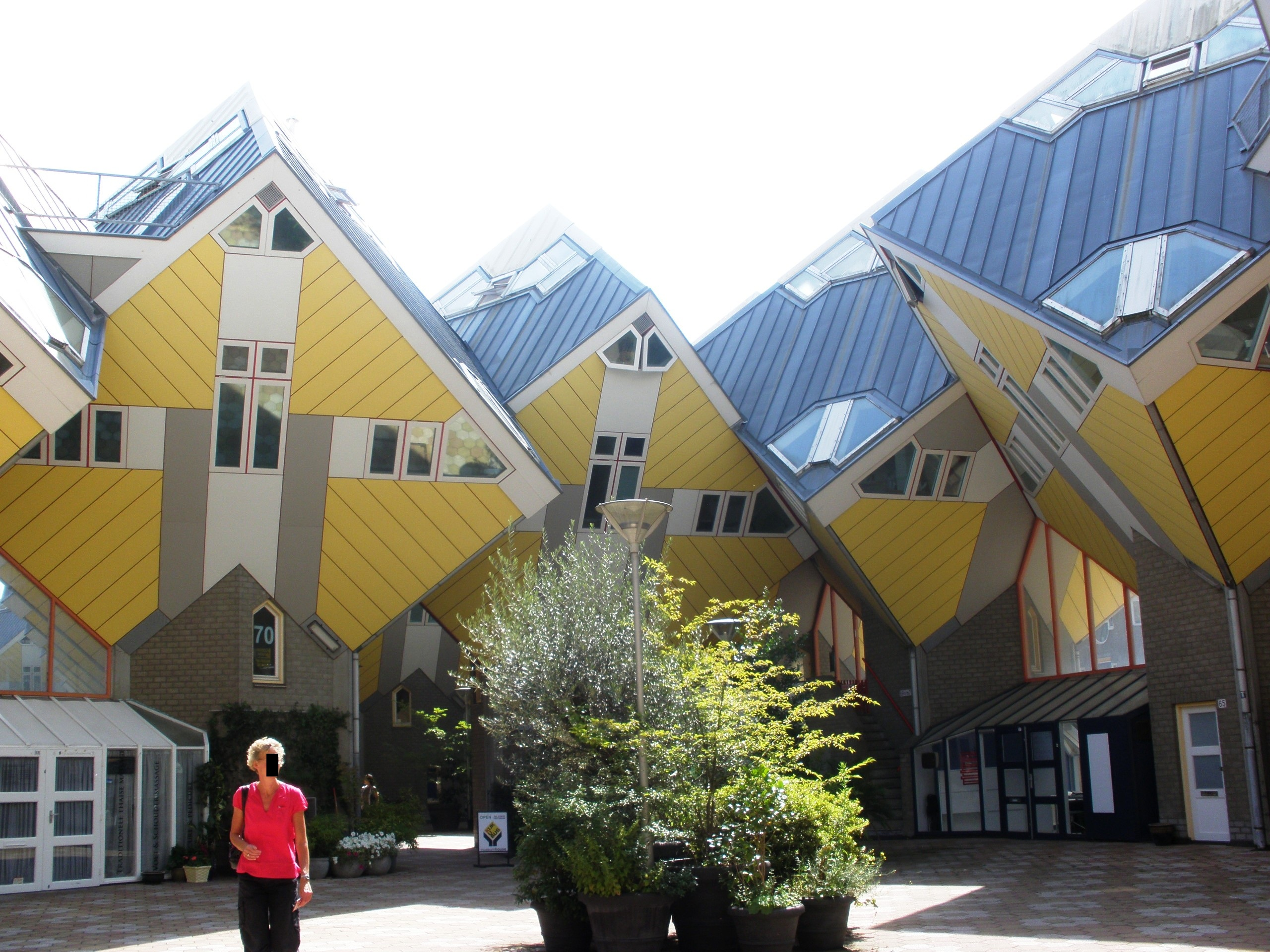
Het Rotterdamse Exodushuis is gevestigd in de kubuswoningen

Exodus Nederland is een grote Nederlandse nazorgorganisatie, die vanuit een christelijke inspiratie hulp en begeleiding aanbiedt aan mensen die na een gevangenisstraf weer terug zijn in de samenleving of binnenkort vrij zullen komen en aan een nieuwe toekomst willen werken. De organisatie werkt volgens een franchisemodule. Ze is georganiseerd als landelijke vereniging met vijf leden, voor evenzoveel regio's.

## Geschiedenis
Exodus Nederland begon in 1981 in een voormalig jeugdcentrum in de Haagse wijk Moerwijk. Begonnen werd als een soort aanloopcentrum voor vrijgekomen veroordeelden. Er was gelegenheid tot ontmoeting en ontspanning, er waren creatieve mogelijkheden en men kon er wat eten. Spoedig bleek dat in veel gevallen meer opvang nodig was om ex-gedetineerden te kunnen helpen een nieuwe start te maken. Er moest een huizen komen voor begeleid wonen waar men aan een nieuwe toekomst konden werken. In 1986 ging het eerste Exodushuis open in den Haag, later gevolgd door accommodaties in tien andere plaatsen. Anno 2022 heeft de organisatie zich ontwikkeld tot een organisatie met 280 beroepskrachten en bijna 1700 vrijwilligers.

## Werkwijze
Gemotiveerd zijn om niet terug te vallen in de criminaliteit is een voorwaarde om voor begeleiding in aanmerking te komen. Zowel beroepskrachten als vrijwilligers kunnen daarbij betrokken worden. Begeleiding kan gegeven worden op twee manieren. In de eerste plaats bij de betrokkene thuis. Daarnaast is er de mogelijkheid van tijdelijke opname in een Exodushuis.

### Thuisbegeleiding
De hulp thuis gebeurt in een samenwerking tussen de cliënt en een persoonlijk begeleider. Samen wordt een plan gemaakt met daarin haalbare doelstellingen. Er is hulp mogelijk op allerlei gebied: huisvesting, financiën, dagbesteding, sociaal functioneren, zingeving en ook voor allerlei praktische zaken: contact met officiële instanties, openen van een bankrekening, de huishouding, de gezondheid, enzovoort.

### Opname
Voor wie opvang in de thuissituatie niet goed mogelijk of niet wenselijk is, zijn er verspreid door het land elf Exodushuizen. Ieder huis heeft plaats voor minimaal twaalf en maximaal 25 bewoners. Bewoners verblijven er hoogstens een jaar en volgen gedurende die tijd een begeleidingsprogramma. Iedere bewoner heeft zijn of haar eigen kamer. Voor gezamenlijk gebruik is er een keuken en huiskamer. Zowel overdag als ’s nachts is er begeleiding aanwezig.

### Gezinsbegeleiding
Er wordt vanuit Exodus Nederland bijzondere aandacht gegeven aan de betrokken gezinnen. Bij arrestatie, opleggen van de straf en de uitvoering daarvan wordt vaak weinig rekening gehouden met de achtergebleven familieleden, met name met de kinderen. Kinderen leiden daardoor onnodig mee onder de straf die alleen voor de ouder is bedoeld. Vrijwilligers kunnen indien gewenst kinderen begeleiden bij het bezoeken van de ouder in de gevangenis. Ze proberen daar dan voor een zo kindvriendelijk mogelijke sfeer te zorgen.

## Erkenning
- 2006: Maatschappelijk Ondernemer van het jaar door de brancheorganisatie MOgroep (nu Sociaal Werk Nederland) vanwege de franchisemodule, de gerealiseerde uitbreiding en de aantoonbare effecten, ook op langere termijn.[3]
- 2007: Appeltje van Oranje, de prijs waarmee het Oranje Fonds jaarlijks drie bijzondere, innovatieve of succesvolle projecten op het gebied van maatschappelijk welzijn en sociale cohesie beloont.